# Valea Sării
Valea Sării è un comune della Romania di 2 096 abitanti, ubicato nel distretto di Vrancea, nella regione storica della Moldavia. 
Il comune è formato dall'unione di 5 villaggi: Colacu, Mătăcina, Poduri, Prisaca, Valea Sării.